# Sweetener
A Sweetener Ariana Grande énekesnő negyedik stúdióalbuma, ami 2018. augusztus 17-én jelent meg a Republic Records gondozásában. Az album első helyen debütált az US Billboard 200 album listáján.

## Promóció
Grande eltűnt minden közösségi platformról, miután megosztott egy dalrészletet az album egyik dalából december 31-én, 2017. 2018. április 17-én, Ariana visszatért és bejelentette első kislemezét a  No Tears Left To Cry  -t, amelyet aztán  2018. április 20-án kiadott. A dalt a híres DJ, Kygo előadásában először a Coachellán énekelte el. Később pedig a The Tonight Show-ban Jimmy Fallon -ban, 2018. május 1-én elárulta a korong nevét és számos dalcímet is, röviddel a "No Tears Left To Cry" előadása előtt. Megnyitotta a 2018-as Billboard Music Awards-ot, 2018. június 2-án fellépet a  kaliforniai Wango Tango zenei fesztiválon és énekelt egy kis részletet a  The Light Is Coming  dalából, amit aztán később kiadott. 2018. augusztus 8-án három dátumot jelentett be az Egyesült Államokban, hogy népszerűsítse az albumot megjelenése után, ez pedig a The Sweetener Sessions címmel indult el, az American Express együttműködésében.
Év végén pedig bejelentette, hogy az albumot népszerűsíteni fogja egy világkörüli turné keretein belül is, ami a Sweetener World Tour néven indul el 2019. március 18-án.

## Számlista
1. raindrops (an angel cried)
2. blazed (feat. Pharell Williams)
3. the light is coming (feat. Nicki Minaj)
4. R.E.M
5. God is a woman
6. sweetener
7. successful
8. everytime
9. breathin`
10. no tears left to cry
11. borderline (feat. Missy Elliott)
12. better off
13. goodnight n` go
14. pete davidson
15. get well soon

## Elismerések
| Kiadvány             | Elismerés                      | Helyezés | forr.  |
| -------------------- | ------------------------------ | -------- | ------ |
| Billboard            | 50 Best Albums of 2018         | 1        | [ 3 ]  |
| Complex              | The Best Albums of 2018        | 4        | [ 4 ]  |
| Entertainment Weekly | The 20 Best Albums of 2018     | 3        | [ 5 ]  |
| Flavorwire           | The Best Albums of 2018        | 4        | [ 6 ]  |
| The Line of Best Fit | The Best Albums of 2018        | 13       | [ 7 ]  |
| The New York Times   | The 28 Best Albums of 2018     | 7        | [ 8 ]  |
| Noisey               | The 100 Best Albums of 2018    | 3        | [ 9 ]  |
| NPR                  | The 50 Best Albums Of 2018     | 22       | [ 10 ] |
| Pitchfork            | The 50 Best Albums Of 2018     | 11       | [ 11 ] |
| Rolling Stone        | The 20 Best Pop Albums of 2018 | 5        | [ 12 ] |
| Rolling Stone        | The 50 Best Albums Of 2018     | 2        | [ 13 ] |
| Stereogum            | The 50 Best Albums Of 2018     | 3        | [ 14 ] |
| Uproxx               | The 50 Best Albums Of 2018     | 5        | [ 15 ] |